# Acrolophus anathyrsa
Acrolophus anathyrsa är en fjärilsart som beskrevs av Edward Meyrick 1919. Acrolophus anathyrsa ingår i släktet Acrolophus och familjen Acrolophidae. Inga underarter finns listade i Catalogue of Life.